# Aimone di Varennes
Aimone di Varennes, o di Châtillon, (in francese: Aymon o Aimon o Aimé; fl. XII secolo) è stato un poeta francese vissuto nel XII secolo.
Fu autore nel 1188 del poema romanzesco Florimont, composto su di una favola di origine bizantina e collegato alla leggenda di Alessandro Magno; ridotto in prosa nel tardo medioevo, il romanzo ebbe una vasta diffusione.